# Polyrhachis dentata
Polyrhachis dentata är en myrart som beskrevs av Horace Donisthorpe 1947. Polyrhachis dentata ingår i släktet Polyrhachis och familjen myror. Inga underarter finns listade i Catalogue of Life.

## Bildgalleri

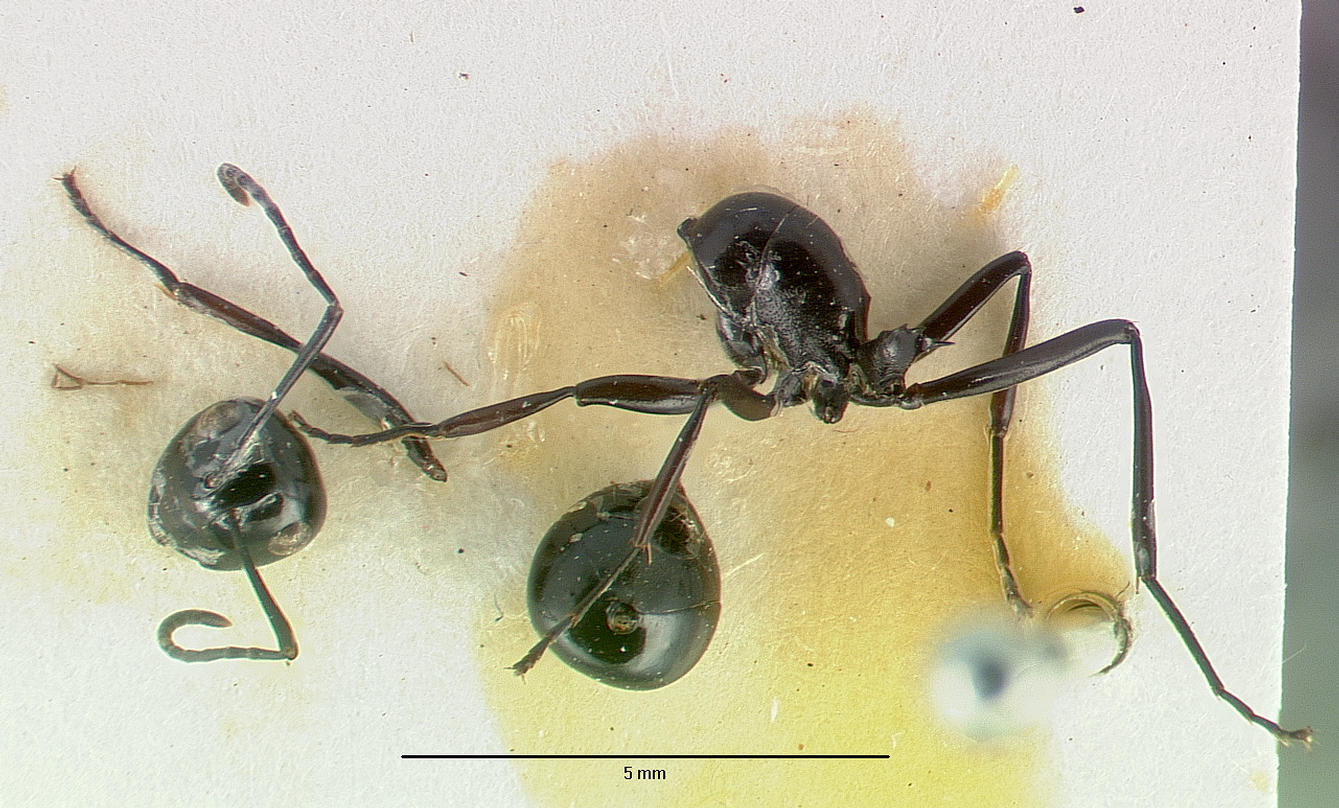
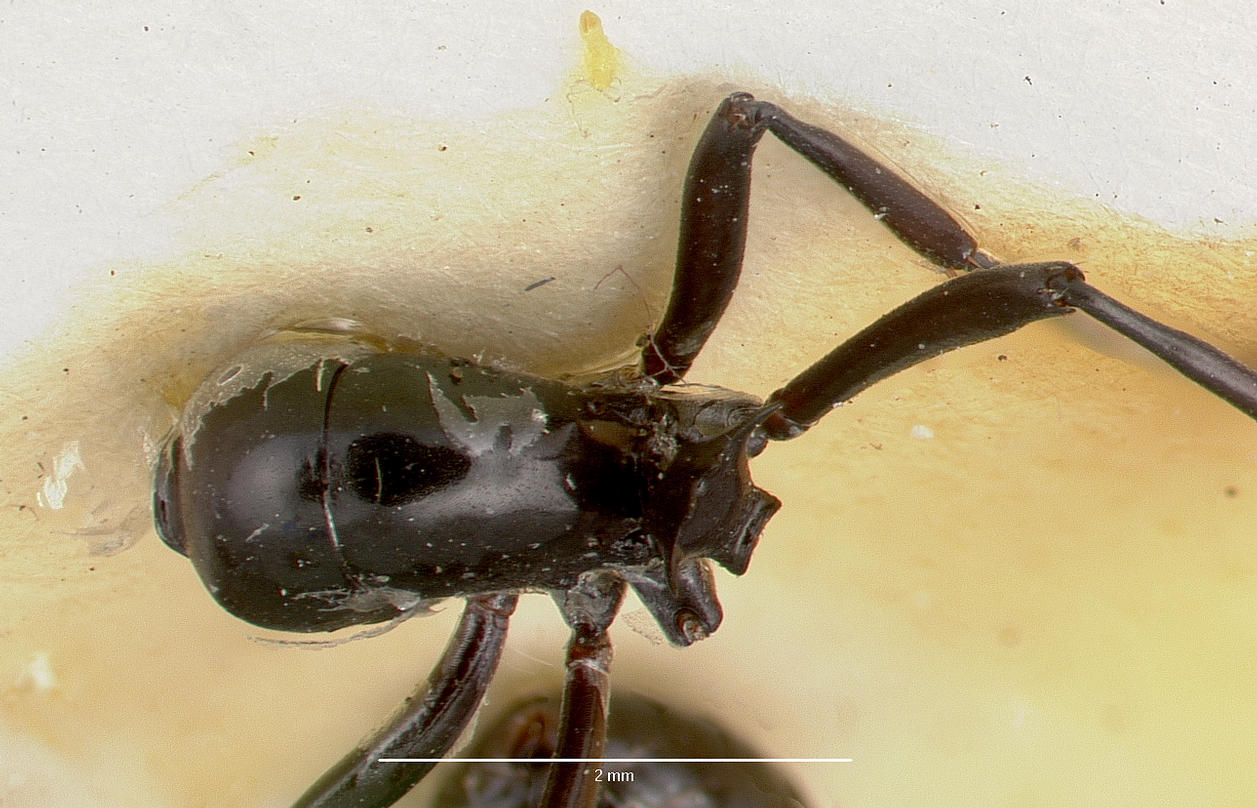
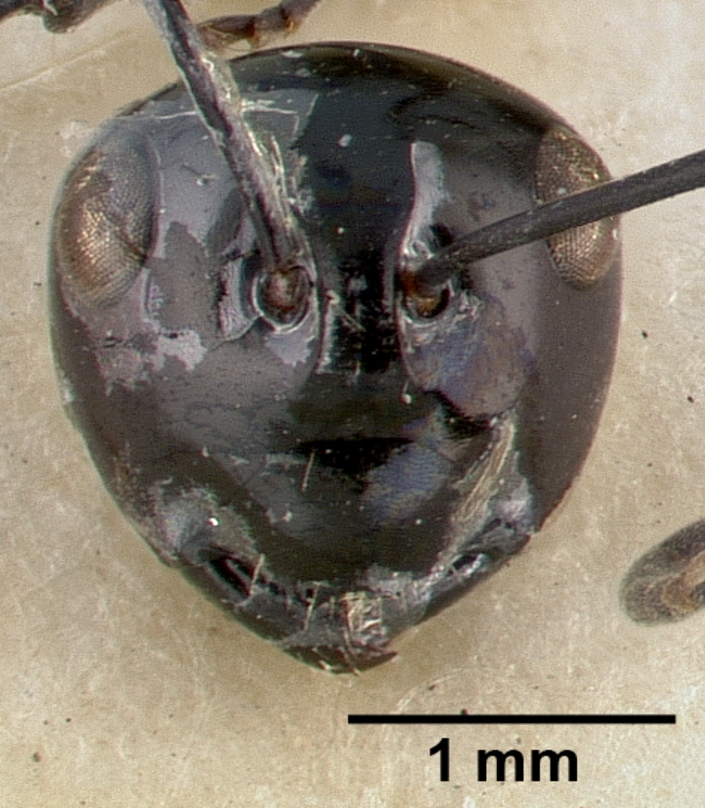
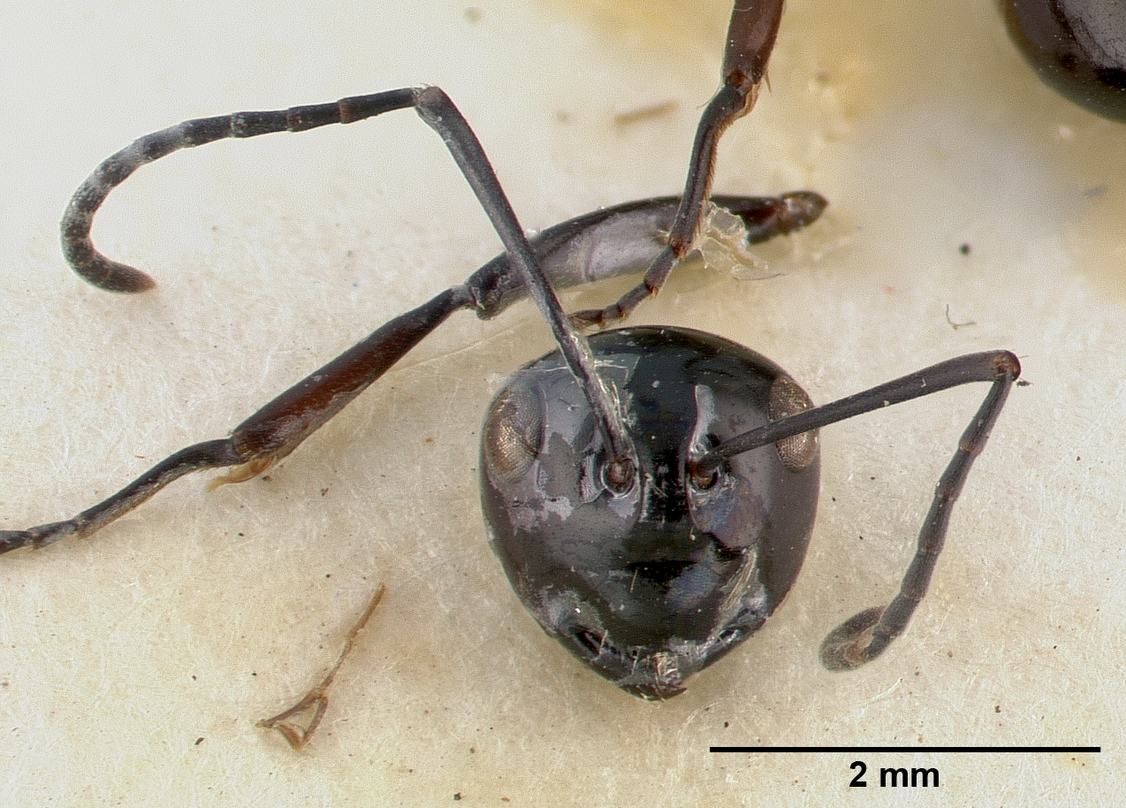
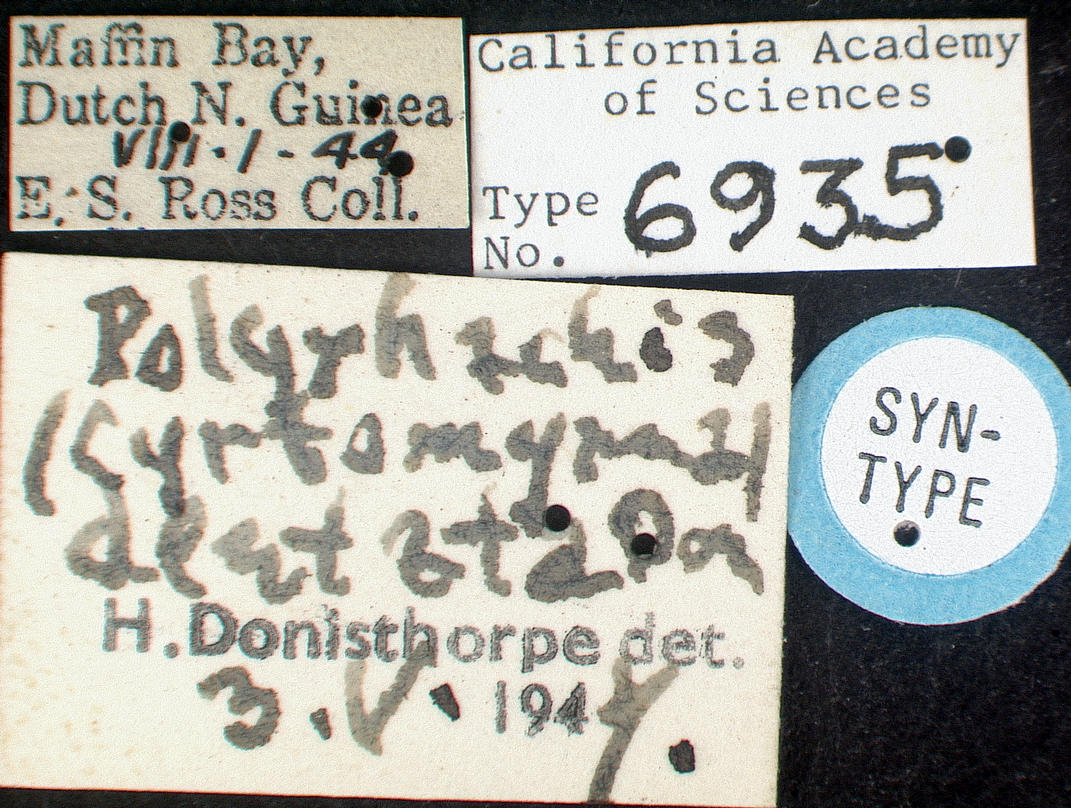
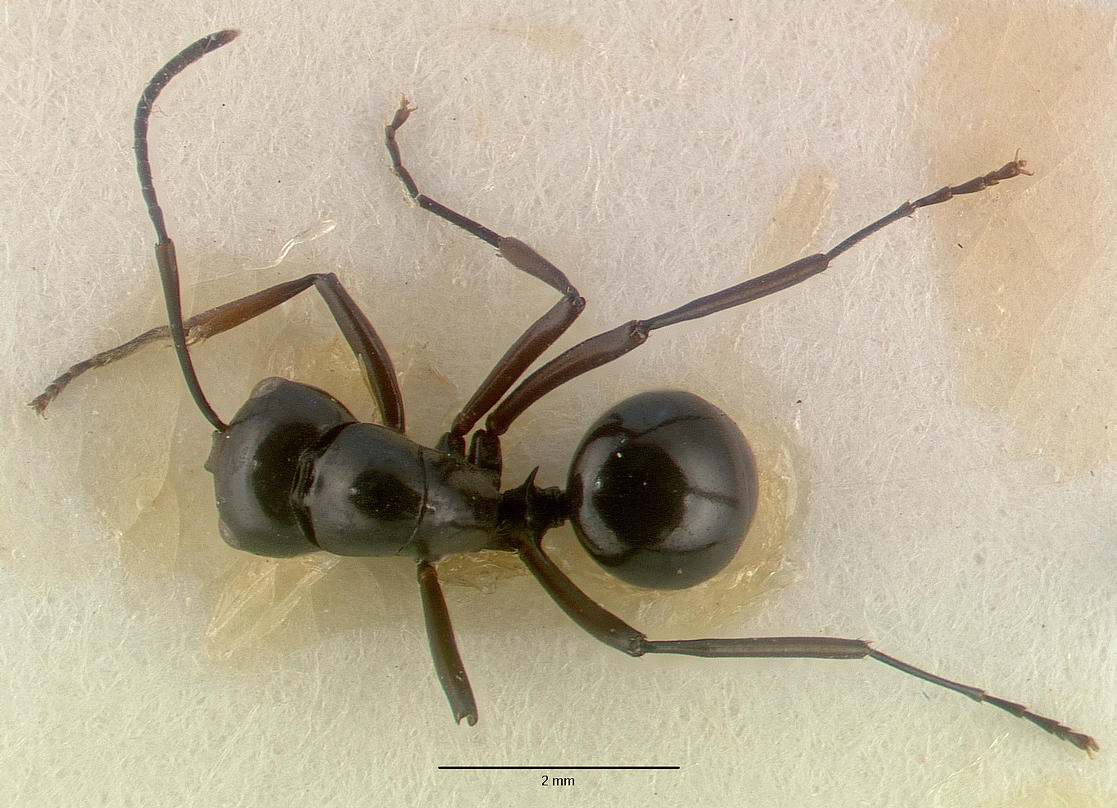